# Sergei Grinkov
Sergei Mikhailovich Grinkov (em russo:  Сергей Михайлович Гринков; Moscou, RSFS da Rússia, 4 de fevereiro de 1967 – Lake Placid, Nova Iorque, Estados Unidos, 20 de novembro de 1995) foi um patinador artístico russo que competiu em competições de duplas. Ele foi campeão olímpico por duas vezes em 1988 e 1994 ao lado de sua parceira e esposa Ekaterina Gordeeva.

## Principais resultados

### Com Ekaterina Gordeeva
| Resultados                                                            | Resultados    | Resultados      | Resultados       | Resultados       | Resultados       | Resultados      | Resultados      | Resultados      | Resultados      | Resultados      | Resultados    | Resultados    |
| Internacional                                                         | Internacional | Internacional   | Internacional    | Internacional    | Internacional    | Internacional   | Internacional   | Internacional   | Internacional   | Internacional   | Internacional | Internacional |
| Evento/Temporada                                                      | 1983– 1984    | 1984– 1985      | 1985– 1986       | 1986– 1987       | 1987– 1988       | 1988– 1989      | 1989– 1990      | 1990– 1991      |                 | 1993– 1994      |               |               |
| --------------------------------------------------------------------- | ------------- | --------------- | ---------------- | ---------------- | ---------------- | --------------- | --------------- | --------------- | --------------- | --------------- | ------------- | ------------- |
| Jogos Olímpicos                                                       |               |                 |                  |                  | Medalha de ouro  |                 |                 |                 | Medalha de ouro |                 |               |               |
| Campeonato Mundial                                                    |               |                 | Medalha de ouro  | Medalha de ouro  | Medalha de prata | Medalha de ouro | Medalha de ouro |                 |                 |                 |               |               |
| Campeonato Europeu                                                    |               |                 | Medalha de prata | WD               | Medalha de ouro  |                 | Medalha de ouro |                 | Medalha de ouro |                 |               |               |
| Jogos da Boa Vontade                                                  |               |                 |                  |                  |                  |                 |                 | Medalha de ouro |                 |                 |               |               |
| NHK Trophy                                                            |               |                 |                  |                  |                  |                 | Medalha de ouro |                 |                 |                 |               |               |
| Prize of Moscow News                                                  |               |                 | 4.º              |                  | Medalha de ouro  |                 |                 |                 |                 |                 |               |               |
| Skate Canada International                                            |               |                 | Medalha de ouro  | Medalha de prata |                  |                 |                 |                 |                 |                 |               |               |
| Internacional – Júnior                                                |               |                 |                  |                  |                  |                 |                 |                 |                 |                 |               |               |
| Campeonato Mundial Júnior                                             | 5.º           | Medalha de ouro |                  |                  |                  |                 |                 |                 |                 |                 |               |               |
| Nacional                                                              |               |                 |                  |                  |                  |                 |                 |                 |                 |                 |               |               |
| Campeonato Russo                                                      |               |                 |                  |                  |                  |                 |                 |                 |                 | Medalha de ouro |               |               |
| Campeonato Soviético                                                  |               | 6.º             | Medalha de prata | Medalha de ouro  |                  |                 |                 |                 |                 |                 |               |               |
|                                                                       |               |                 |                  |                  |                  |                 |                 |                 |                 |                 |               |               |
| Legenda: WD = Abandonou; Competição não foi disputada nesta temporada |               |                 |                  |                  |                  |                 |                 |                 |                 |                 |               |               |